# Association sportive des PTT Caen
L'ASPTT Caen Football est un club de football français fondé en 1929 basé à Caen.

## Historique

Logo du club omnisports.

La section football de ce club omnisports est la première à fonctionner, le 26 février 1929, créée par des postiers caennais. Le club connaît plusieurs promotions successives dans les années 1970, de la 1re division départementale en 1970 à la Division 3 - Ouest en 1976. 
Le club ne reste qu'une saison en Division 3, une 16e place les condamnant à redescendre en DH. Pendant une dizaine d'années le club fait ensuite l'ascenseur entre la DH et la Division 4 (groupe B), avant de se stabiliser en DH en 1990. 
En 2000, l'équipe première du club, dirigée par Philippe Lesaunier, remonte en CFA 2 (groupe H), mais cela ne dure qu'une saison. Le club redescend en DH avant de sombrer dans les divisions inférieures deux ans plus tard.
En 2010, Laurent Dufour (ancien pro) prend les rênes de l'ASPTT CAEN alors en DSR. À la suite de cette saison 2010-2011, le club monte en DH, ils y resteront deux ans.
Lors de la saison 2011-2012, les joueurs de Laurent Dufour gagnent la coupe de Basse Normandie.
Lors de la saison 2013-2014, après une descente en DSR, l'ASPTT retrouve la DH.
En 2015, le club évolue en Division d'honneur de Basse-Normandie. À l'issue de cette saison, le club accède en CFA2 grâce à un but de Léo Hamel à la 94e minute. 
En octobre 2021, l'ASPTT Caen s'illustre en éliminant Avranches (National) au 5e tour de Coupe de France. 
À l'issue de la saison 2022-2023 , l'ASPTT Caen remonte en National 3 à la faveur de leur statut de meilleur 2e de Régionale 1 Normandie.

## Palmarès
- DH Normandie (1)
  - Champion : 1975

- DH Basse-Normandie (3)
  - Champion : 1984, 1999, 2015
  - Vice-Champion : 1992, 1993, 1994, 1995, 1996

- DSR Basse-Normandie (2)
  - Champion : 2011, 2014

- DHR Basse-Normandie (1)
  - Champion : 1972

- PH Basse-Normandie (1)
  - Champion : 1971

- Division 1 Départemental (1)
  - Champion : 1970

- Coupe de Basse-Normandie (2)
  - Vainqueur : 1993, 2012
  - Finaliste : 1985, 1994

## Personnalités du club

### Anciens joueurs
- Xavier Agostini
- Franck Dumas
- Yvan Lebourgeois
- Patrice Lecornu (International français, 3 sélections)
- Gilles Lefiot
- François Rolland
- Jérémy Sorbon
- Jean-Marc Bleux

## Bilan saison par saison
- 2010-2011 = CHAMPION DE DSR
- 2011-2012 = COUPE DE BASSE NORMANDIE
- 2012-2013 = DESCENTE EN DSR
- 2013-2014 = CHAMPION DE DSR
- 2014-2015 = CHAMPION DE DH
- 2015-2016 = DESCENTE DE CFA2
- 2016-2017 = MAINTIEN EN DH
- 2017-2018 = ACTUEL R1 (DH)
- 2017-2018 = CHAMPION R1 (MONTÉE N3)